# نودار كافتارادزه
نودار كافتارادزه (بالروسية: Кавтарадзе, Нодар Малхазович)‏ هو لاعب كرة قدم روسي في مركزي الوسط والهجوم، ولد في 2 يناير 1993 في موسكو في روسيا. لعب مع نادي تيومين ‏.

## وصلات خارجية
- نودار كافتارادزه على موقع الاتحاد الأوربي (الإنجليزية)
- نودار كافتارادزه على موقع قاعدة بيانات كرة القدم.إي يو (الإنجليزية)
- نودار كافتارادزه على موقع Soccerbase.com (لاعب) (الإنجليزية)
- نودار كافتارادزه على موقع Soccerway.com (الإنجليزية)